# Pérez Castellanos
Pérez Castellanos és un barri de Montevideo, Uruguai. Limita amb els barris de Cerrito a l'oest, Las Acacias al nord-oest, Ituzaingó al nord-est, Villa Española a l'est, Mercado Modelo al sud-est, i Bolívar al sud-oest. És seu de les casernes de "Blandengues de Artigas".

## Mapa

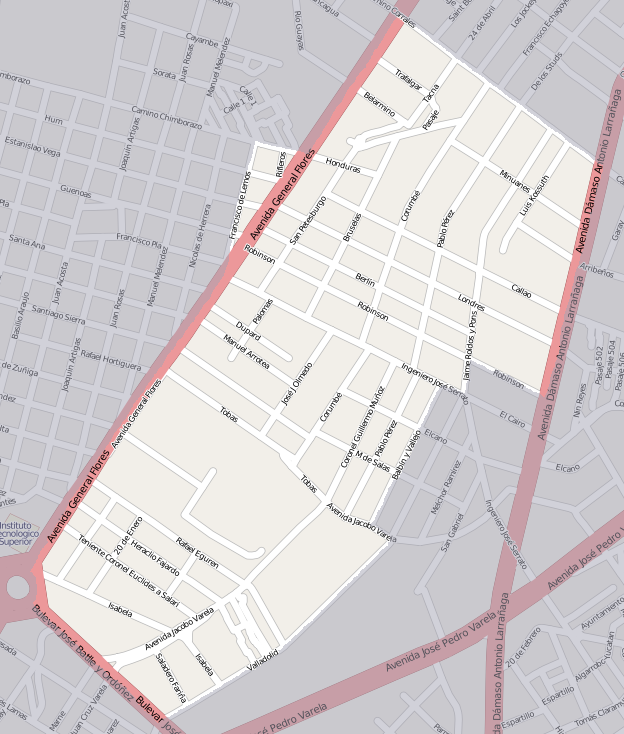
Mapa amb els carrers principals del barri.